# Laughter in Hell
Laughter in Hell è un film del 1933 diretto da Edward L. Cahn.
È un film carcerario statunitense con Pat O'Brien, Tommy Conlon e Merna Kennedy. È basato sul romanzo del 1932  Laughter in Hell di Jim Tully.

## Produzione
Il film, diretto da Edward L. Cahn su una sceneggiatura di Tom Reed e un soggetto di Jim Tully (autore del romanzo), fu prodotto da Carl Laemmle Jr. per la Universal Pictures e girato dal 26 settembre 1932.

## Distribuzione
Il film fu distribuito negli Stati Uniti dal 12 gennaio 1933 al cinema dalla Universal Pictures. È stato distribuito anche in Grecia con il titolo To gelio apo tin Kolasi.